# 빙정석

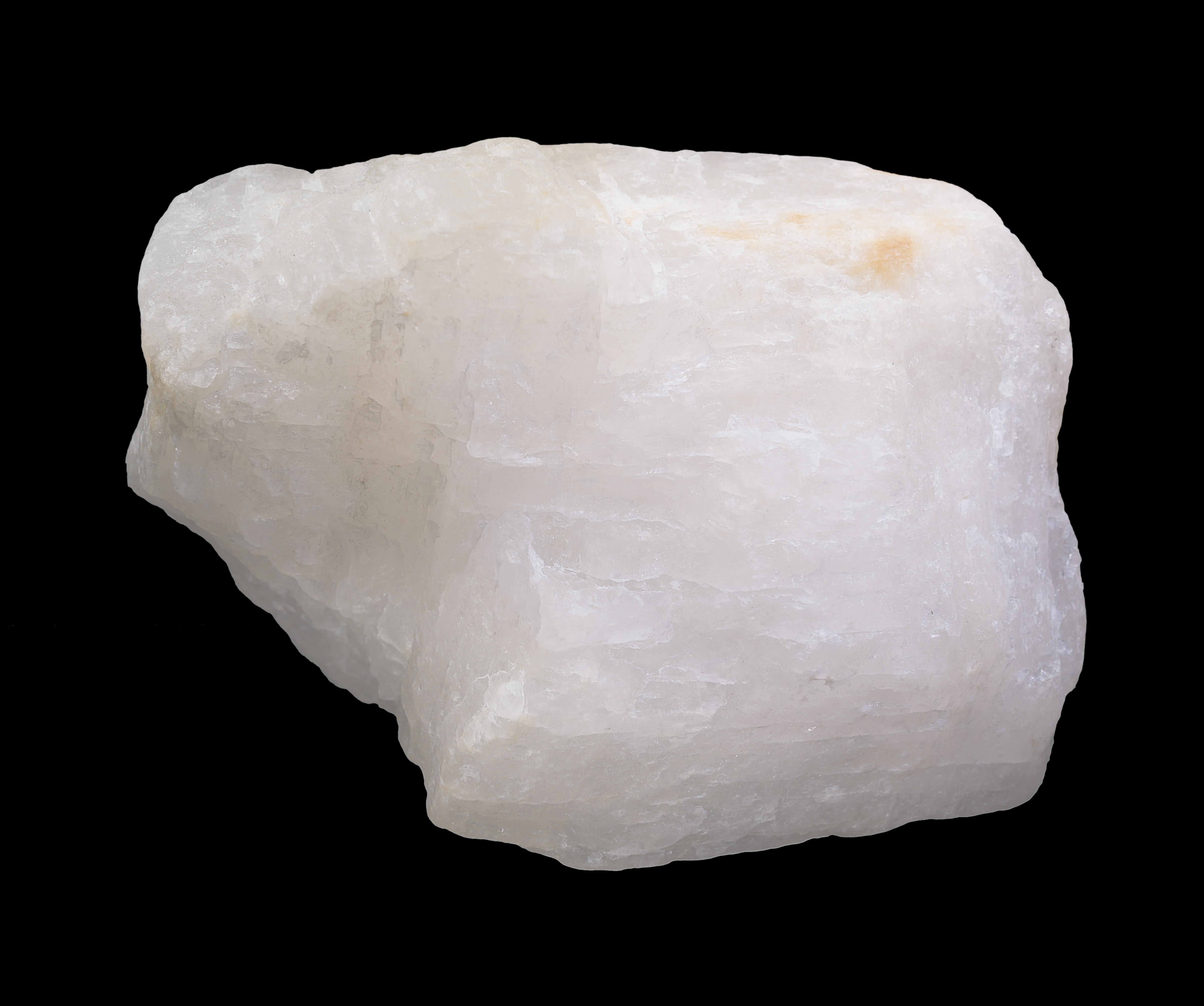
1940년 여름에 그린란드 이비투트에서 채굴한 빙정석

빙정석(氷晶石, 영어: cryolite)은 Na3AlF6 (헥사플루오로알루민산 나트륨)의 화학 조성을 가지며 그린란드 서해안의 이비투트(Ivittuut)에 한때 대량으로 매장된 것이 확인된 흔치 않은 광물로, 1987년에 고갈되었다.
빙정석은 역사적으로 알루미늄 광석으로 사용되었으며, 이후에 알루미늄이 풍부한 산화물 광석인 보크사이트의 전기분해 처리 과정에서 사용되었다.